# Střední uměleckoprůmyslová škola sklářská, Železný Brod
Střední uměleckoprůmyslová škola sklářská v Železném Brodě je nejstarší uměleckoprůmyslovou sklářskou školou založenou po vzniku Československé republiky. Vznikla roku 1920 na zelené louce ve městě, kde byla pouze tradice domácí výroby, aby vychovala nové umělecké skláře i techniky pro domácí sklářský průmysl. Škola se v průběhu let stala nejkomplexnějším sklářským výchovným zařízením na světě. a soustřeďuje ve svém okolí významnou sklářskou výrobu. Prvním ředitelem školy v letech 1924-1948 byl Alois Metelák. Nejvýznamnějším žákem a později i ředitelem školy byl Stanislav Libenský, v 90. letech Pavel Ježek a po něm Zdeňka Laštovičková.

## Historie školy

### 1920–1948
V oblasti Železného Brodu měla tradici domácí výroba skleněných perel, bižuterie a skleněných figurek, broušení a řezání drahých kamenů a skla a malba na skle. Místní činitelé v Železném Brodě usilovali o zřízení školy už od roku 1905, ale naráželi na odpor místních německých podnikatelů a školu se podařilo založit až po vzniku Československé republiky. Na území republiky zůstalo 92 % sklářského průmyslu bývalého Rakousko-Uherska. Škola zpočátku neměla vlastní budovu ani program výuky a vyučovalo se v náhradních prostorách. Díky Jaroslavu Brychtovi zde vzniklo nové odvětví – vinuté, foukané a hutní skleněné figurky, poprvé oceněné roku 1925 na mezinárodní výstavě v Paříži. Absolventi školy založili nové sklářské firmy a ateliéry v okolí a v budově školy pořádali každoroční výstavy skla. V polovině 20. let založili Pobočku Svazu československého díla. Během 30. let se díky škole stal Železný Brod centrem moderní sklářské výroby.
Státní odborná škola sklářsko-obchodní byla založena roku 1920 a byla dvouletá, od roku 1922 tříletá. Měla šest oborů: Zdobení skla malbou a leptáním, Mačkání vinutí a foukání drobného skla, Rytí skla, Broušení skla, Bižuterie, pasířství a výroba forem, v dívčím oddělení se vyučovalo užití skleněných perel a korálků ve spojení s textilem, dřevem, kovem a kůží. Během existence školy si průmyslová výroba vynutila výchovu výtvarníků hutního skla a návrhářů lisovaného skla. Nedílnou součástí výuky byly sklářské technologie.
Prvním správcem školy byl ředitel turnovské školy Antonín Karč a po něm Josef Jirouš, jmenovaný Ministerstvem kultury a osvěty. Roku 1920 byl vyhlášen konkurs na místa učitelů, do kterého se přihlásil na doporučení svého profesora Bohumila Kafky i sochař Jaroslav Brychta. Ten neměl žádné předchozí zkušenosti se sklem a teprve se seznamoval se sklářskou technikou v Kamenickém Šenově a později v duryňské Lausche. V letech 1921–1923 vytvořil první drátkové figurky z ručně zhotovených skleněných perlí. Škola neměla zpočátku vlastní dílny a vyučovala především kresbu a modelování. Pracovala se sklem, které jí věnovaly některé sklárny a modelování skla se učilo mačkáním v kleštích nebo u sklářského kahanu. Teprve v roce 1921 získala 4 stroje pro rytí skla a jako učitele rytce kamenů Bohumila Vele. Jednotlivé obory se vyprofilovaly až ve druhé polovině 20. let.
Město rozhodlo o stavbě budovy školy roku 2021 a za cenu zadlužení ji dokončilo v letech 1924–1925. Škola měla v přízemí místnost pro sklářské pece, cizelovnu, pasírnu, strojovnu, sklad skla a dílny pro vinutí skla, v prvním patře brusírnu, rytebnu, malírnu, a dílnu pro výrobu z perliček, laboratoř, tři učebny, archiv, knihovnu, temnou komoru, muzeum a výstavní sál, v podkroví modelovnu, rysovnu, kreslírnu, sál modelů a sál sbírek. Z liberecké německé uměleckoprůmyslové školy získala kolekci 150 sádrových modelů a získala rovněž část Sachsovy sbírky historického skla a bižuterie. Ve škole se vyučovala malba na skle a od přelomu let 1926/1927 také leptání a matování skla, od roku 1933 pískování skla, od roku 1936 zasklívání barevného skla do olova a od roku 1937 výroba kovových forem.

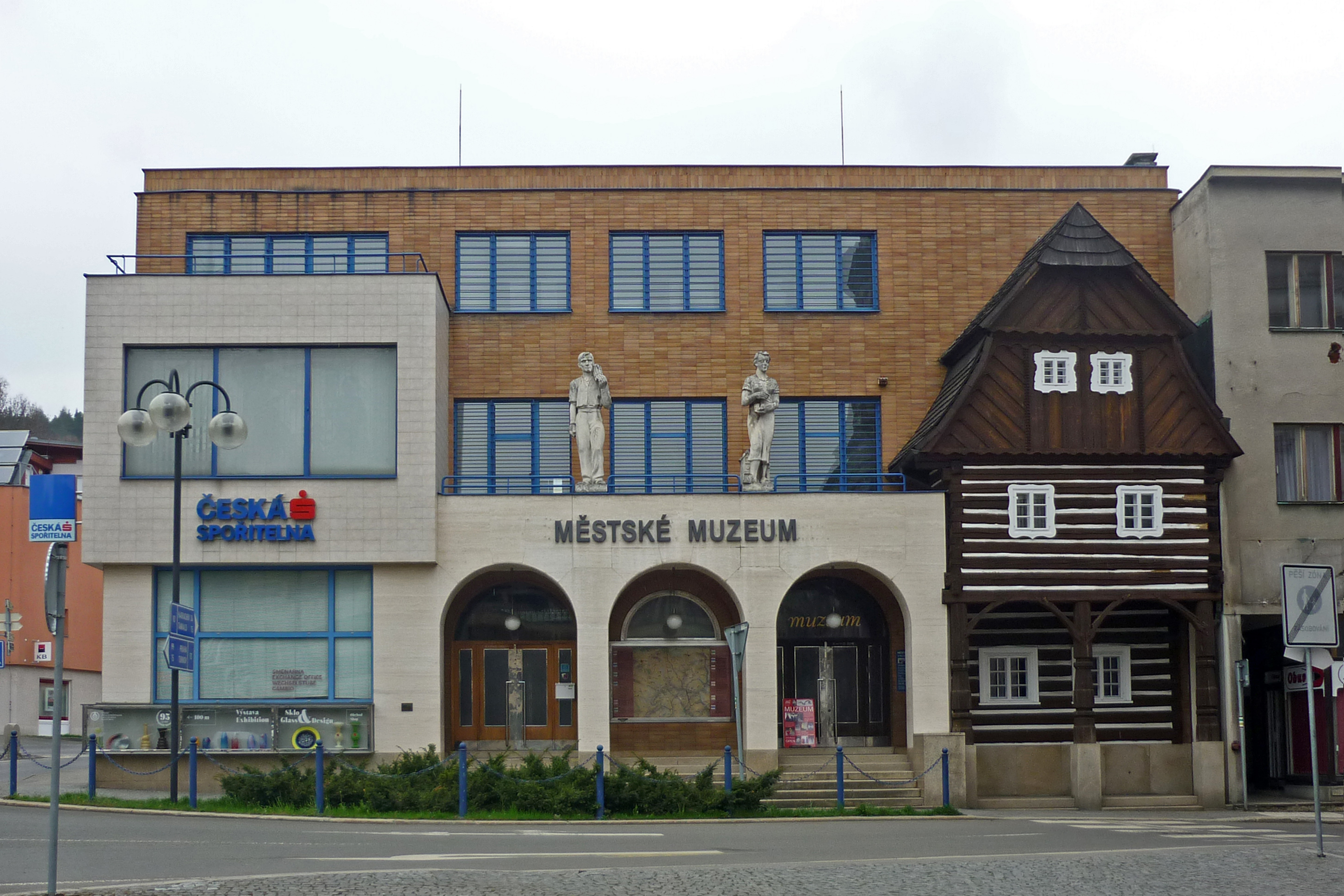
Městské muzeum Železný Brod se sochami Jaroslava Brychty a Ladislava Přenosila (1936)

Prvním ředitelem školy byl roku 1924 jmenován arch. Alois Metelák, který byl žákem F. Kysely a J. Plečnika a předtím v letech 1920–1924 učil na odborných školách v Litomyšli a Mladé Boleslavi. Od počátku byl škole velkou oporou oborový přednosta odborných a průmyslových škol na Ministerstvu školství Alis Pižl. Členy učitelského sboru byli kromě Jaroslava Brychty, brusič skla Jaroslav Pipek, grafik Zdeněk Juna nebo rytec a glyptik Ladislav Přenosil. Alois Metelák navrhoval tvary a dekory broušeného skla (realizace Jaroslav Pipek) a v krátké době se mu podařilo úroveň školy významně pozdvihnout. Do nové budovy školy se přestěhoval také Pojizerský průmyslový a vývozní ústav (zal. 1922), který se soustředil na propagaci železnobrodského uměleckého skla doma i v zahraničí a od roku 1929 do roku 1939 vydával časopis Sklo a bijouterie. Roku 1927 založili místní podnikatelé Spolek absolventů školy a přebírali a vyráběli některé vzory. Škola získala zakázky od Libochovických skláren (lisované sklo), Prazdroje nebo firmy Baťa ve Zlíně.
Již v roce 1925 se škola prosadila v zahraničí, když na Světové výstavě uměleckoprůmyslových výrobků v Paříži obdržela Grand prix za Brychtovy figurky (soubory Skleněný ráj, Habešané) a šest dalších cen. Škola vyhlašovala dvakrát v roce soutěž o nejlepší návrhy skla a vítěze odměňovala. Na výstavě Soudobé výtvarné kultury ČSR v Brně roku 1928, konané k výročí založení republiky, vystavila 500 exponátů. V letech 1929/1930 byly odhaleny dvě sochy na průčelí Sokolovny (Jaroslav Brychta) a před budovou socha T.G. Masaryka (F. Bílek, Alois Metelák). Roku 1930 se k 10. výročí školy v Železném Brodě konala velkolepá Jubilejní výstava československého skla a bižuterie, kterou shlédlo asi 155 000 návštěvníků a měla recenze i v zahraničním tisku. Alois Metelák navrhl výstavní pavilony a 18 prodejních stánků.Před školou byla odhalena pískovcová socha skláře od Jaroslava Brychty. Na přelomu let 1933/1934 se škola zúčastnila Celostátní výstavy československého skla, kterou zahájil T.G. Masaryk.
Ve 30. letech škola vystavovala ve Stockholmu, Malmö, Strassburku, Bernu, St. Gallenu, Winterthuru (1931), Poznani, několika městech v USA (1933), Amsterdamu, Belfastu, Dublinu (1934), Bruselu, Moskvě (1935), Milánu, Utrechtu (1936), Paříži, Jeruzalémě a 14 městech v Indonésii (1937). Ve 30. letech zakládali na Železnobrodsku své podniky první absolventi školy, ale v době vrcholící hospodářské krize zde nevznikla žádná sklářská huť a škola byla závislá na sklovině ze skláren v Novém světě (Harrach), Polubném (Riedl), Kamenickém Šenově (bratří Jílkové), Nižboru (Rückl) a Poděbrad (Inwald). Škola významně ovlivnila i kulturní život ve městě. Na stráni nad školou vznikla čtvrť funkcionalistických vil Spořilov podle projektu Aloise Meteláka. Roku 1932 se změnil název školy na Státní československá odborná sklářsko-obchodní škola v Železném Brodě, aby se odlišila od německých škol v Boru, Kamenickém Šenově a Jablonci. Od roku 1931 do roku 1941 pořádala škola každoroční výstavy skla.
Roku 1939 se po vyhlášení Protektorátu škola nemohla zúčastnit Světové výstavy v New Yorku (neoficiálně vystaveny jen Brychtovy figurky, které se podařilo odeslat roku 1938), ale na IX Trienále v Miláně (1939) získala Grand prix a pět dalších ocenění. Význam školy stoupl před válkou, kdy se na Železnobrodsko přestěhovali židovští obchodníci a výrobci skla z pohraničí a v letech 1939–1945, kdy byla jedinou sklářskou průmyslovou školou na českém území. V produkci školy dominovaly české motivy figurek (České pohádky, Česká města), výbrusy, lept i malby na skle, rytí kovových forem a mozaikářství a žáci byli připravováni na poválečnou obnovu sklářského průmyslu. Za války škola obtížně získávala polotovary pro další zpracování a Jaroslav Brychta zde v první polovině 40. let učinil první pokusy s tavením (slinováním) skleněného odpadu v sádrových formičkách. Alois Metelák se zastával učitelů, kteří měli být propuštěni (Brychta, Kirchner), žáků, odvedených na nucené práce nebo absolventů, kteří se ucházeli o přijetí na Uměleckoprůmyslové škole v Praze. Roku 1944 obsadila školu německá armáda. Po válce probíhaly snahy o školskou reformu a Alois Metelák se stal předsedou Komise pro reformu odborného sklářského školství při Československé sklářské a keramické společnosti.

### 1948–1989
Roku 1948 byl po komunistickém převratu odvolán ředitel Alois Metelák a vedení školy převzal roku 1950 Jaroslav Brychta. Předsedou kádrovací komise, která ředitele odvolala byl dílenský učitel Petr Patřičný. Škola byla přeměněna na čtyřletou Vyšší průmyslovou školu s maturitou. Brychtovy figurky oživili v animovaném filmu scenárista Karel Baroch a režisér Karel Zeman (1946, 1951).
Železnobrodské sklárny a ateliéry byly po roce 1948 vyvlastněny a sloučeny do národního podniku Železnobrodské sklo. Roku 1950 zřídil n.p. Železnobrodské sklo ve škole své vývojové středisko, jehož vedoucím se stal Václav Plátek. V Praze se konala výstava Železnobrodské sklo 1920–1950. Jaroslav Brychta založil technicko-výtvarné středisko, kde našli přechodně zaměstnání pedagogové ze zrušených škol v Kamenickém Šenově, Novém Boru a Jablonci nad Nisou. Krátce zde působil odvolaný ředitel jablonecké SUPŠ Josef Durych. Od roku 1951 ve škole pracovali René Roubíček (v roce 1950 přerdseda maturitní komise), Alois Hásek, Josef Khýn, Václav Pokorný a Ladislav Havlas. Další existenci školy v Železném Brodě uhájil národní podnik Železnobrodské sklo s argumentem, že potřebuje kvalifikované sklářské odborníky do výroby. Byl zřízeno oddělení technického skla a výroby teploměrů (1949) a zaveden učňovský obor foukač technického skla. Železnobrodský podnik technického skla byl roku 1953 transformován v n.p. Technosklo, později Sklárny Kavalier. Škola realizovala i externí zakázky, např. vitráže podle návrhů Toyen (1946) nebo Adrieny Šimotové (1950) a dárkové předměty na žádost města nebo zřizovatele – Min. kultury a osvěty.
Jaroslav Brychta dohodl s n.p. ŽBS roku 1949 instalaci nové pece a pověřil Jana Černého, aby pokračoval v práci s taveným sklem. První zkušenosti u Černého získal také Stanislav Libenský. Škola nabídla své dílny a zařízení 
studentům pražské VŠUP. Roku 1952 jako úlitbu režimu založil Brychta ve škole Výtvarné středisko pro stavby socialismu a získal arch. Krohu pro záměr využít sklo v nové architektuře. V letech 1952–1954 byl ředitelem školy rytec Karel Hrodek, který přišel ze zrušené školy v Novém Boru, od roku 1954 prof. Stanislav Libenský, který zavedl obor tavená skleněná plastika. Zároveň byla otevřena druhá větev školy zaměřená na chemii a technologii výroby skla. Škola se díky tomu stala nejkomplexnějším sklářským výchovným zařízením na světě. Od roku 1955 vznikl obor sklobetonové vitráže s prvky taveného skla a roku 1956 byla konečně zprovozněna přímo v budově školy sklářská huť. Miloslav Klinger zde vytvořil první užitkové předměty a figurální plastiky. Libenský se snažil odčinit křivdu spáchanou roku 1948 na řediteli A. Metelákovi a roku 1960 ho přizval k organizaci jubilejní výstavy školy a jako čestného hosta na vernisáži. Výtvarníci školy byli ocenění na Expo 58 v Bruselu, roku 1959 vystavovali v New Yorku a v Moskvě a roku 1960 na Milánském trienále. Roku 1961 byl zrušen obor skleněné mozaiky pro malé uplatnění absolventů. Obor tavené skleněné plastiky zůstal zachován pouze ve vývojovém oddělení n.p. ŽBS.
Roku 1963 Stanislav Libenský odešel učit na Vysokou školu uměleckoprůmyslovou v Praze a ředitelem školy se stal Miloslav Klinger, který zavedl a řídil obor hutnického tvarování skla. V letech 1965-1966 byl ředitelem školy Vladimír Linka, v letech 1966–1970 byl ředitelem Božetěch Medek a po něm do roku 1975 Josef Frendlovský. Roku 1967 se pedagogové školy zúčastnili Světové výstavy v Montrealu. Byla zahájena stavba nového traktu školy s hutí a přednáškovým a výstavním sálem.
Po srpnové okupaci roku 1968 proběhly čistky a z KSČ byli vyloučeni Novotný, Šimek, Novák a Božetěch Medek byl dokonce roku 1970 ze školy propuštěn. Hlavním kádrem a zástupcem ředitele se stal předseda normalizační KSČ ve škole Ladislav Korda. Byla omezena tvůrčí svoboda pedagogů a pro přijetí nových studentů byla hlavním kritériem politická angažovanost rodičů. Byla také zavedena směrná čísla podle krajů, která zůstala platná až do 80. let a diskriminovala děti místních zaměstnanců ve sklářství. Roku 1970 se na škole vyučovaly obory: Tvorba skleněných figurek, Vzorkařství skleněné bižuterie, Broušení a vzorování broušeného skla, Rytí skla, Hutnické tvarování skla, Tvarování, malování a leptání skla, Modelování lisovaného skla a zhotovování forem. Miroslav Plátek, od roku 1950 výtvarník n.p. Železnobrodské sklo, se stal pedagogem školy roku 1969 a od roku 1975 do roku 1983 byl ředitelem školy. Po něm převzal vedení školy do roku 1990 Josef Adamička.

### po roce 1989
Po roce 1989 vydává škola s pětiletou periodou katalog. V letech 1990–1999 byl ředitelem Pavel Ježek, který se zasloužil o rozvoj a přestavbu historické budovy školy s novými ateliéry v podkroví. Zmodernizoval a zachránil také školní huť a pořídil první výkonný školní počítač. Roku 2001 byla dokončena přístavba školy s laboratořemi a tělocvičnou. Škola připravuje individuální studijní programy pro zahraniční studenty a od roku 2002 pořádá výměnné studijní stáže se sklářskou školou v německém Zwieselu. Od roku 2007 byl otevřen obor Aplikovaná chemie a od roku 2009 obor Produktový design. Po roce 2010 jsou součástí výuky výpočetní technika, interaktivní tabule, videoprojekce nebo 3D modelování. Hlavním cílem je výchova kvalifikovaných sklářských řemeslníků, technologů, techniků, průmyslových návrhářů a příprava sklářských výtvarníků ke studiu na vysoké škole.
Škola spolupracuje s firmami Detesk, Ornela, ŽBS, Swarovski, Preciosa, Jablonex, Moser ad., v zahraničí např. se studiem Grand Crystal na Tchaj-wanu. Je spolupořadatelem Sympozií uměleckých škol Libereckého kraje, pro která poskytla svou huť a dílny. Léty ověřený a propracovaný systém výuky, který se svou strukturou blíží vysokoškolskému, zahrnuje kurs dějin umění, kreslení podle modelu i v plenéru, dějiny skla i technologií jeho výroby, chemii, fyziku a matematiku. Oddělení Sklo v architektuře v podniku Železnobrodské sklo obnovilo výuku tavení skla ve formě. Navíc je v okolí školy řada sklářských firem, které se tavenou plastikou zabývají. Zůstalo zachováno zvláštní specifikum školy – výroba skleněných figurek, kterou škola navazuje na průkopnickou práci Viléma Dostrašila ze 60.–80. let. Oddělení šperku často spolupracuje na konkrétních zadáních výrobců bižuterie. V oddělení sklářských forem se uplatňuje počítačové 3D modelování, ale pokračuje i výroba drobných kovových předmětů – odznaků nebo raznic pro bižuterní průmysl.

### Ceny
- 1925 Grand prix, Exposition internationale des arts décoratifs et industriels modernes, Paříž
- 1935 Dvě Grand prix, Světová výstava v Bruselu
- 1936 Čestné uznání, Milánské trienále
- 1937 kolektivní Velká cena za sklářskou expozici, Paříž
- 1939 Velká cena, Milánské trienále
- 1957 Stříbrná medaile, XI. Milánské trienále (Jan Novotný)
- 1958 Grand prix, Světová výstava Brusel (S. Libenský, J. Brychtová), Stříbrná medaile (Stanislav Libenský, Miloslav Klinger)
- 1967 Zlatá medaile, Mezinárodní veletrh uměleckoprůmyslové tvorby v Mnichově (Ivo Burian, šperky z kamenů)
- 1968 Zlatá medaile, Mezinárodní výstava bižuterie Jablonec nad Nisou (Ivo Burian, šperky z kamenů)
- Studenti školy získali řadu ocenění v soutěžích Studentský design, Talente, For habitat nebo Mistr křišťálu (pořádá Preciosa)[52]

## Pedagogové (výběr)
- 1920 Jaroslav Brychta, Bedřich Jelínek
- 1921 Bohumil Vele (rytectví skla)
- 1922 Ladislav Přenosil (rytectví skla, propuštěn roku 1941 na příkaz německé moci jako bývalý legionář, další úvazek 1945–1958, modelování a kreslení)
- 1925 Zdeněk Juna (malířské oddělení), Oldřich Žák (pasířství, skl. mozaika)
- 1937 Viktor Kirchner (kovové formy)
- 1938 Božetěch Medek (rytí skla, 1966–1970 ředitel školy), Miloslav Janků (propuštěn z politických důvodů po komunistickém převratu roku 1951)[34], Bohumil Hron (zasklívání do olova)
- 1942 Břetislav Novák starší (broušení skla)
- 1946 Josef Frendlovský (rytí forem, lisované sklo, 1970–1975 ředitel školy)
- 1947 Miloslav Klinger (hutní sklo, 1963–1966 ředitel školy)), Jan Černý (sochař, tavené sklo, roku 1948 místopředseda akčního výboru, který odvolal ředitele Meteláka)[32]
- 1951 René Roubíček, Alois Hásek, Josef Khýn, Václav Pokorný, Ladislav Havlas
- 1954–1973 Stanislav Libenský (tavené sklo)
- 1957 Jan Novotný (malba a leptání skla)
- 1958 Bohumil Čabla (tvarování, malování a leptání skla)
- 1961 Vladimír Linka (broušení skla)
- 1962 ing. Josef Petráš (chemie a technologie)
- 1963 Vilém Dostrašil (skl. figurky), znovu 1996–1997
- 1964 František Švec, sklářský mistr z Harrachova
- 1966 Ivo Burian (bižuterie)
- 1968 Pavel Ježek (hutní tvarování skla, 1990–1999 ředitel školy)
- 1969 Ladislav Oliva, Miroslav Plátek (rytí skla, 1975–1983 ředitel školy)
- 1970 Ladislav Korda (malíř) – předseda KSČ a zástupce ředitele
- 1972 Josef Typlt (bižuterie)
- 1975 František Novák (rytí skla)
- 1983 Josef Adamička (občanská nauka, do roku 1990 ředitel školy))
- 1984 Markéta Šílená (rytí kovů)
- 1985 Zdeňka Laštovičková (šperk, design, 2000–2015 ředitelka školy)
- 1986 Ladislav Mlčoch (modelování lisovaného skla), Libuše Hlubučková
- 1991 Rony Plesl, Břetislav Novák (broušení a vzorování skla)
- 1994 ing. Michal Janus (počítačová grafika)
- 1997 Jan Hásek (šperk, glyptika, medaile, ředitel školy)
- 2000 Anna Polanská (modelování a broušení skla), Martin Hlubuček (bižuterie), Michal Machat (hutní tvarování skla)
- 2003 Libor Doležal (rytí skla)
- 2004 Jiří Šolc (počítačová grafika)

## Absolventi (výběr)
- Alois Hásek (1921–1924)
- Stanislav Halama (jeden z prvních absolventů, 1925–1928 výpomocný učitel školy, od r. 1930 výrobce a vývozce skl. figurek)
- Rudolf Hloušek (1930 založil závod na umělecké zpracování skla, zaměstnával až 40 brusičů)
- Josef Kleinert (žák J. Brychty, od roku 1931 výrobce skl. figurek)
- Jiřina Pastrnková (studovala 1927–1930, poté absolvovala UMPRUM, r. 1935 založila firmu Pastrnek v Železném Brodě, zaměstnala absolventy školy).[53]
- Jaroslav Vele (bratr rytce B. Vele, r. 1930 založil jako jeden z prvních v Železném Brodě závod pro rytí a broušení skla)
- Vladimír Linka (1933–1936)
- Břetislav Novák starší (1933–1936)
- Stanislav Libenský (1935–1937)
- Miloslav Klinger (1936–1940)
- Miroslav Plátek (1937–1940)
- Adolf Matura (1938–1940)
- František Zemek (1938–1940)
- Pavel Hlava (1939–1942)
- Vladimír Žahour (1939–1943)
- Miloslav Jágr (1942–1946)
- Marta Taberyová (1945–1946)
- Vladimír Komárek (1945–1946)
- Ladislav Ježek (1945–1948)
- Miloš Hájek (1945–1949)
- Jan Gabrhel (1946–1950)
- Zdeněk Kolářský (1947–1951)
- Jiří Nepasický (1949–1952)
- Luboš Metelák (1949–1953)
- Libuše Hlubučková (1952–1956)
- Jan Schmid (1952–1956)
- Karel Vaňura (1952–1956)
- František Vízner (1953–1956)
- Bohumil Eliáš starší (1954–1957)
- Pavel Ježek (1953–1957)
- Jaroslav Svoboda (1953–1957)
- Zdenka Mašatová (1952–1958)
- Milan Vobruba (1953–1956)
- Eliška Rožátová (1954–1958)
- Zdenka Mašatová (1954–1958)
- Ivo Burian (1955–1959)
- Josef Kochrda (1956–1960)
- Jaroslav Matouš (1956–1960)
- Pavel Werner (1956–1960)
- Jiří Šuhájek (1957–1961)
- Jan Vančura (1957–1961)
- Stanislav Kostka (1958–1960)
- Eliška Stölting (1958–1962)
- Jaroslav Štursa (1958–1962)
- Ivo Rozsypal (1959–1961)
- Ján Zoričák (1959–1963)
- Štěpán Pala (1959–1963)
- Oldřich Plíva (1960–1964)
- Svatopluk Kasalý (1961–1965)
- Aleš Vašíček (1962–1966)
- Pavel Trnka (1963–1967)
- Jiří Jetmar (1965–1970)
- Jan Exnar (1966–1970)
- Blanka Adensamová (1967–1970)
- František Janák (1967–1971)
- Břetislav Novák mladší (1967–1971)
- Jaromír Rybák (1967–1971)
- Milan Handl (1968–1972)
- Vladimíra Klumparová (1969–1973)
- Blanka Matragi (1969–1973?)
- Stanislava Grebeníčková (1970–1974)
- Zdeněk Lhotský (1972–1976)
- Ivana Šrámková Šolcová (1976–1980)
- Ladislav Oliva (1978–1982)
- Rony Plesl (1980–1984)
- Dagmar Šubrtová (1986–1991)
- Pavel Karous (1994–1998)